# Luz (pel·lícula)
Luz  (coneguda també com a Luz: The Flower of Evil o Luz, la flor del mal) eés una pel·lícula colombiana de 2019, dirigida i escrita per Juan Diego Escobar Alzate i protagonitzada per Yuri Vargas. A l'octubre de 2019 va fer part de la Selecció Oficial Competència Fantàstica al LII Festival Internacional de Cinema Fantàstic de Catalunya.  Va ser seleccionada en les competències oficials dels festivals Nocturna Madrid, Almería Western Film Festival, Montevideo Fantástico i Buenos Aires Rojo Sangre, on va guanyar en les categories de Millor Pel·lícula Iberoamericana, Millor Fotografia, Millor Muntatge i Millor Actriu per Yuri Vargas. Luz és distribuïda internacionalment per la plataforma de cinema de gènere i fantàstic més important del món, Shudder, entre d'altres.
Actualment Luz té en el seu haver més de 68 seleccions oficials en festivals de cinema internacionals i va collir 20 premis.
Va ser nominada com a pel·lícula llatinoamericana fantàstica de l'any per part de la Méliès International Festivals Federation - MIFF (Federació Internacional de Festivals de Méliès), una xarxa dels 25 festivals top de gènere de 16 països, entre els quals es destaquen Sitges, Fantastic Fest, Fantasia, Neuchatel, Bifan i Mórbido. Preseleccionada per a representar a Colòmbia en els premis Oscar i nominada als premis Macondo en la categoria de Millor Actriu de Repartiment (Sharon Guzmán)..

## Argument
En l'espessor de les muntanyes, un líder predicador conegut com "El Senyor" comença a perdre la credibilitat després de prometre-li als ingenus habitants que invocaria a una espècie de déu en forma infantil. No obstant això, l'aparició de dos enigmàtics personatges posarà en escac el veritable significat de la fe.

## Repartiment
- Yuri Vargas és Uma.
- Conrado Osorio és El Senyor.
- Jim Muñoz és Adán.
- Daniel Páez és Elías.
- Johan Camacho és Jesús.
- Marcela Robledo és Ángela.
- Sharon Guzmán és Zion.
- Andrea Esquivel és Laila.

## Distribució
Luz és distribuïda per Shudder en UK, els Estats Units, Nova Zelanda i Austràlia, Raven Bàner al Canadà i als Estats Units per Dark Sky Films A més de tenir distribució a Alemanya, Espanya, Itàlia, Grècia, Turquia, Mèxic, Taiwan, Finlàndia, Suècia, Dinamarca i Noruega. Els drets de la pel·lícula i al seu torn l'agent de vendes és Afàsia Films, la mateixa productora del projecte.